# Paruline grise
Setophaga nigrescens
Espèce
Statut de conservation UICN

 LC  : Préoccupation mineure
La Paruline grise (Setophaga nigrescens, anciennement Dendroica nigrescens) est une espèce de passereaux appartenant à la famille des Parulidae.

## Description morphologique
Cet oiseau mesure de 11 à 13 cm.
Le mâle en plumage nuptial a la tête noire, rayée de blanc ; il possède un plastron noir sur la gorge et la poitrine. Le ventre est blanc, rayé de noir sur les côtés. Le dos est gris, avec quelques rayures noires. Une tache jaune est présente entre le bec et l'œil. Les ailes, sombres, présentes deux barres alaires blanches.
Le mâle en plumage internuptial, la femelle et les juvéniles sont similaires, mais ne possèdent pas de plastron noir sur la gorge et la poitrine.

## Répartition et habitat

zone de nidification
zone d'hivernage. Hiverne parfois au nord et à l'est de la zone définie

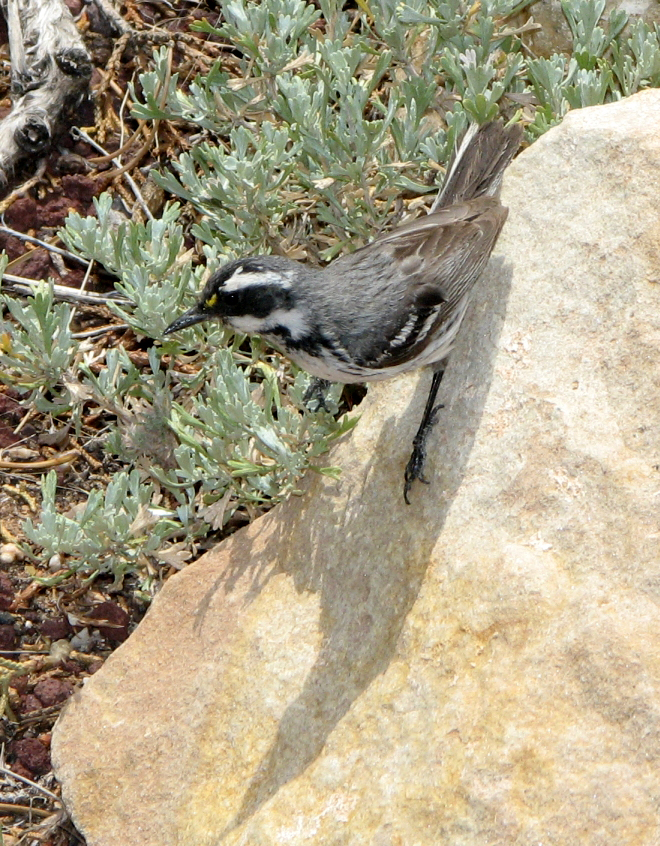
Une paruline grise en milieu aride

La Paruline grise vit dans les buissons (maquis, clairières broussailleuses, arbres jeunes ou nains, buissons des zones arides...).
Son aire de répartition couvre, au Nord, le sud de la Colombie-Britannique (île de Vancouver exceptée) et s'étend, vers le Sud, jusqu'au nord du Mexique, en passant par l'ouest des États-Unis. Cette espèce hiverne dans le sud-ouest des États-Unis et au Mexique.